# Коли йдуть кити
«Коли йдуть кити» («Когда уходят киты») — радянський художній фільм 1981 року, знятий режисером Анатолієм Ниточкіним на Творчому об'єднанні «Екран».

## Сюжет
Поетична розповідь на основі фольклору народів Півночі про життя одного з чукотських стійбищ, про вірне кохання красуні Тінтін і мисливця Гілгіла.

## У ролях
- Гульжан Аспетова — Нау, вічна жінка
- Світлана Хілтухіна — Нау в молодості та Тінтін
- Макіль Куланбаєв — Реу
- Валерій Пя — Реу в молодості
- Олександр Коршунов — Гілгіл
- Нурканат Жакипбай — Армоль
- Болот Бейшеналієв — Ветли
- І. Еттінаут — епізод
- В. Ранавтаген — епізод
- В. Нанок — епізод
- С. Гіуна — епізод
- С. Овчинникова — епізод

## Знімальна група
- Режисер — Анатолій Ниточкін
- Сценарист — Юрій Ритхеу
- Оператор — Володимир Брусін
- Композитор — Едуард Артем'єв
- Художник — Валентина Гордєєва